# El millor dels mons
El millor dels mons és una obra que reuneix tretze contes i una novel·la curta de l'escriptor Quim Monzó. Està estructurada en tres parts. La primera aplega set contes: El meu germà, La mamà, Vacances d'estiu, Les cinc falques, Tot rentant plats, Dos rams de roses i La vida perdurable. La segona consisteix en una novel·la curta: Davant del rei de Suècia. La tercera reuneix sis contes: Després del curset, Quan la dona obre la porta, El nen que s'havia de morir, El mirall, La venedora de mistos i L'accident. Va ser publicada l'any 2001 a Quaderns Crema, iniciant temàtiques sobre malalties, la crisi de la maduresa o la mort, que van continuar amb Mil cretins.

## Traduccions
L'obra es va traduir, entre d'altres, a l'alemany, castellà, serbi, francès i l'italià. La crítica alemanya no va gaire estimar el llibre.
- Die beste aller Welten.  Frankfurt: Frankfurter Verlagsanstalt.[5]
- El mejor de los mundos.  Barcelona: Editorial Anagrama.[6]
- Svet najbolji od svih.  Belgrad: Laguna.[7][8]
- Le meilleur des mondes.  Nimes: Éditions Jacqueline Chambon.[9]
- Il migliore dei mondi.  Torí: Einaudi.[9]